# 缘毛毛鳞菊
缘毛毛鳞菊（学名：Melanoseris macrantha）是菊科毛鳞菊属的植物。分布于锡金、尼泊尔、不丹以及中国大陆的西藏等地，生长于海拔3,250米至4,040米的地区，常生长在山坡林下及灌丛中，目前尚未由人工引种栽培。

## 别名
缘毛毛鳞菊，别名大花岩参（西藏植物志）。

## 异名
- Chaetoseris macrantha (C. B. Clarke) Shih
- Cicerbita macrantha (C. B. Clarke) Beauv.
- Lactuca macrantha